# 涓桥镇
涓桥镇，是中华人民共和国安徽省池州市贵池区下辖的一个乡镇级行政单位。

## 行政区划
涓桥镇下辖以下地区：
涓桥社区、桂畈村、紫岩村、涓桥村、三友村、新桥村、普丰村、七一村、凉亭村、叶管村、乐岭村、四联村和联合村。